# 粒子石
粒子石（Synchro Stone），名称可能会使人们误以为是自然条件下形成的某种矿物质，但其實是一种以PVC为原料由人工合成的建筑材料，主要用於鋪設地面。